# Меркулов, Алексей Александрович
Алексей Александрович Меркулов (бел. Аляксей Аляксандравіч Меркулаў; род. 17 ноября 1972, Гомель) — советский и белорусский футболист, вратарь, белорусский футбольный тренер. Главный тренер клуба «Энергетик-БГУ».

## Биография
Воспитанник гомельской СДЮШОР, первый тренер — Леонид Борсук. В 1990 году дебютировал во взрослых соревнованиях в составе «Гомсельмаша», сыграв 8 матчей во второй лиге чемпионата СССР.
В первых сезонах после распада СССР играл в составе  бобруйского «Трактора» и играл во второй лиге Беларуси за «Полесье» (Мозырь). В 1995 году вернулся в гомельский клуб, переименованный к тому времени в «Гомель» и спустившийся в первую лигу. В течение трёх лет со своим клубом играл в первой лиге, в 1997 году стал победителем этого турнира и в 1998 году дебютировал в высшей лиге, сыграв за сезон 15 матчей.
В 1999 году перешёл в выступавший в первой лиге «Ведрич-97» (Речица), отыграл сезон в качестве основного вратаря и стал серебряным призёром первой лиги. В 2000 году возвращался в «Гомель», но не смог пробиться в основу, сыграв за сезон лишь 4 матча в высшей лиге. С 2001 года до конца игровой карьеры снова выступал за «Ведрич», в 2001 году в высшей лиге, откуда команда вылетела, а затем — в первой лиге. Всего в речицком клубе сыграл около 150 матчей. В высшей лиге Белоруссии за карьеру в составе «Гомеля» и «Ведрича» провёл 35 матчей.
С 2005 года работал в «Гомеле» на различных тренерских должностях. В 2012 году возглавил дубль команды и в том же сезоне привёл его к победе в первенстве дублёров. В декабре 2012 года назначен тренером главной команды «Гомеля», в сезоне 2013 года команда финишировала на шестом месте, показывая красивую игру и шла после первого круга на 2 месте. А в мае 2014 года тренер был отправлен в отставку. Затем работал в клубе на административных и тренерских должностях. В мае 2018 года снова возглавил основную команду клуба, в 2018 году «Гомель» финишировал 12-м и спас клуб от вылета. В августе 2019 года был уволен. В итоге клуб занял 15-е место и понизился в классе. Спустя полгода после отставки, Алексей Меркулов подписал контракт на 3 года с академией солигорского Шахтера и проработал в ней 2,5 года. Тренировал юношей 2006 года, а также стал чемпионом лицензирования как второй тренер 2005 г.р. В тренерском штабе Меркулова был детский тренер Леонид Николаевич Василенко, воспитавший таких знаменитых игроков как Александр и Дмитрий Лебедевы, Максим Жавнерчик, Родион Жук, Дмитрий Щегрикович.
Закончил Гомельский государственный университет. Имеет тренерскую лицензию PRO.
В декабре 2022 года присоединился к тренерскому штабу «Энергетика-БГУ». В мае 2023 года специалист возглавил столичный клуб.